# 조개낙지
조개낙지는 집낙지과에 속하며 학명은 Argonauta argo이다. 껍데기는 얇고 흰색을 띠며 끝은 안쪽으로 말려들어가 있고, 몸이 들어가는 첫층인 체층이 크게 발달했다. 나선형으로 꼬인 껍데기의 안쪽 부분은 좁고 편평하며 겉에는 굵은 방사상 골(방사륵)이 있다. 암수딴몸이고 수컷은 첫째 다리의 끝이 크고 막처럼 되어 있어서 그곳에서 얇은 껍데기를 이루는 물질을 분비한다. 수컷의 껍데기는 매우 작고 왼쪽에서 셋째 다리는 매우 작고 긴데 생식에 이용한다. 세계의 온·열대 해역에 널리 분포하며 바닷속을 헤엄쳐 다니지만 가끔 해안에 밀려 올라오는 때도 있다. 한국·일본·태평양의 열대지역·인도양·대서양·지중해 등지에 서식한다.

## 특징
조개낙지(Argonauta argo)는 집낙지속에서 가장 큰 종이며 가장 큰 알집을 생산한다. 살아 있는 조개낙지는 첫 번째 팔과 눈 주위에 특징적인 푸른 빛을 가지고 있다. 알집은 좁은 용골을 따라 두 줄의 작고 날카로운 결절이 달리고, 껍질의 벽을 가로질러 매끄러운 늑골이 있고, 껍질 구멍을 따라 두꺼워져 양쪽에 뚜렷한 돌기 또는 뿔을 형성하는 것이 특징이다.
Argonauta cygnus Monterosato, 1889년에 이러한 돌출부가 없는 껍질을 기반으로 기술되었지만, 현재는 조개낙지의 후행이명으로 간주된다. 조개낙지의 알집의 가장 큰 크기는 300mm이다.

## 분포 및 서식지
조개낙지는 전 세계의 열대 및 아열대 해역에서 국제적으로 서식한다. 1914년 지중해에는 (Argonauta ago mederranea,1914)라는 왜소한 형태가 존재하지만, 이 분류군은 현재 유효하지 않은 것으로 간주된다

## 생태
다른 집낙지들처럼 암컷은 종이처럼 얇은 알집을 만들고 알집이 자신을 휘감는데 이것은 앵무조개의 방식과 비슷하다, 때문에 종이 앵무조개(paper nautilus)라는 이름이 붙었다. 알집은 암컷 조개낙지가 가지고 있는 두 개의 길쭉한 촉수에서 석회화된 구조(껍질이라고도 부른다.)를 분비한다. 껍질이손상되었을 때 그 껍질을 이전의 상태로 완전히 재구성할 수는 없지만, 조금의 복구 정도는 가능하다.
조개낙지는 주로 원양 연체동물을 먹는 것으로 생각된다. 이 종은 수많은 포식자들의 먹이가 된다. 태평양 남서부 지역의 돛란도어의 위 내용물에서 보고되었다.
수컷은 8mm의 외투막 길이에서 성적으로 성숙해진다. 암컷과 다르게 껍질이 없고 생식완(헥토코틸루스, hectocotylus)이라는 이름을 가진 짝짓기에 사용되는 커다란 팔(세 번째 쌍의 왼쪽 팔)을 가지고 있다. 이는 수컷의 눈 아래에 위치한 특수한 주머니에서 발달한다. 생식완은 3개의 부분(기본적인 정자 저장소, 빨판이 장착된 중앙 부분, 긴 음경 필라멘트)으로 구성되어 있다. 그리고 짝짓기 시, 이 생식완은 수컷의 몸에서 분리되어 활동적이고 자율적인 정자 운반체가 되며 수컷은 알집에 들어간후 이를 암컷의 외투강 내부에 두고 나온다. 이때가 수컷과 암컷이 서로 만나게 되는 유일한 순간이다. 하지만 생식완을 분리시킨 수컷이 다시 그것을 재생시킬 수 있는지에 관한 것은 아직까지 미지수로 남아 있다.
생식완은 수컷의 몸에서 분리되더라도 얼마 동안은 활성 상태를 유지할 수 있는 특징을 가지고 있기 때문에, 암컷이 보관하고 있다가 짝짓기를 필요로 할 때마다 여러 번 사용할 수 있다. 생식완은 암컷의 알집 내부에서만 활동하려는 경향을 보이며 보통 껍질 벽면에 강하게 붙어있다. 종종 생식완은 껍질 내부에서 움직임을 보였는데, 껍질 꼭대기에 정협을 포함한 기저부를 남겨두는 행동을 하기도 하였다.
암컷은 Argonauta bottgeri와 Argonauta hians의 약 두 배 크기로 성숙한다.6.5~7.0 mm 에서 알집을 분비하기 시작한다. 알은 보통 암컷이 14~15mm 에 도달할 때 낳지만, 알의 크기는 분포 지역에 따라 다르다. 88mm 길이의 알집에 살고 있는 작은 조개낙지는 48,800개의 배아를 가지고 있는 것으로 추정되었다.암컷은 100 mm 까지 자라며, 수컷은 20 mm 을 넘지 않는다.
조개낙지의 짝짓기와 생식 행동에 관한 정보가 지금보다 훨씬 적었던 과거에는 수컷의 생식완이 암컷 개체들에 좋지 않은 영향을 미치는 기생 생물로 오인되기도 하였으며, 이는 여러 학자들 사이에서 꽤나 강력하게 논의되던 문제였다.
시간이 지나, Costa (1841)와 Müller (1851)가 그것이 수컷의 생식완이라는 부분이었음을 이해하였고 Kölliker (1846)가 그에 관한 가설을 세웠다. 그 외에도 과학자들은 짝짓기 동안 수컷과 암컷 사이의 접근 방식의 원리를 이해하려고 노력하였다.
그리고 암컷 개체에 비해 수컷 개체를 발견하는 것이 매우 드문 일이기 때문에, 조개낙지의 짝짓기와 번식 행동에 관한정보들은 아직도 부족하며 앞으로 관련하여 더욱 많은 연구가 필요하다고 볼 수 있다.
대양에서, 조개낙지는 해파리에 붙어있는 것이 관찰되었다. 이러한 행동은 오랫동안 알려져 왔지만, 1992년에 Heeger 등의 연구 이전에는 이 관계에 대해 거의 이해되지 않았다. Heeger 외 연구진은 "Predation on jellyfish by the cephalopod Argonauta argo"에서 숙주 해파리 위에서 발견된 암컷 조개낙지에 대한 그들의 관찰 결과를 기술했다. 조개낙지는 측면 팔과 배 쪽 팔을 이용해 해파리의 우산표면을 잡고 있는 것이 목격되었다. 저자들은 해파리의 반 정도의 우산 표면이 손상되었고, 아마도 조개낙지에 의해 제거된 것으로 추정되는 큰 중교 조각들이 없어진 것을 발견했다. 또한 이 부분 중앙에서 해파리의 위강으로 통하는 통로가 있는 두 개의 구멍, 물린 자국이 발견되었다. 조개낙지는 위강에서 음식물 입자를 빨기 위해 이 통로를 사용한 것으로 추정된다. Heeger 외 연구진은 "숙주가 조개낙지에게 은신처나 위장을 제공했다"고 말했다.
포획된 조개낙지 암컷을 관찰한 결과 등 쪽 팔의 확장된 촉수가 먹이를 주는 데 도움이 될 수 있음을 시사한다. Mark Norman은 "먹이가 촉수에 닿았을 때, 팔 하나가 껍질 밖으로 튀어나와 먹이를 움켜쥐었다"고 언급했다.조개낙지는 적극적으로 사냥을 하는 것으로 생각되지 않지만, 이 방법을 사용하여 외양에서 그들과 마주치는 동물들을 잡는다.

조개낙지는 때때로 남아프리카와 오스트레일리아 남부 해안가에서 집단 좌초한다. 산란기가 끝날 무렵인 4월과 8월 사이에 일반적으로 좌초된다
1. 1 2  Heeger, T.; U. Piatkowski & H. Möller (1992). “https://www.int-res.com/articles/meps/88/m088p293.pdf” (PDF). |title=에 외부 링크가 있음 (도움말)

2.https://www.tandfonline.com/doi/full/10.1080/24750263.2021.1970260